# Борден, Лиззи (режиссёр)
Ли́нда Эли́забет «Ли́ззи» Бо́рден (англ. Linda Elizabeth «Lizzie» Borden; 3 февраля 1958, Детройт, Мичиган, США) — американский кинорежиссёр, сценарист, кинопродюсер и кинооператор.

## Биография
Линда Элизабет Борден родилась 3 февраля 1958 года в Детройте (штат Мичиган, США). В 11-летнем возрасте она сменила имя с Линды Элизабет на Лиззи — в честь широко известной в США Лиззи Борден (1860—1927), подозревавшейся в убийстве родителей.

«В то время моё имя было лучшим протестом, который я могла выразить»Оригинальный текст (англ.)At the time, my name was the best rebellion I could make.— Борден о смене имени

## Карьера
Начиная с 1976 года Лиззи поучаствовала в качестве режиссёра, оператора, сценариста, продюсера и актрисы в 11-ти фильмах и телесериалах с феминистской и ЛГБТ-тематикой.
В 1983 году Лиззи получила премии Берлинского кинофестиваля и Créteil International Women’s Film Festival за фильм «Рождённый в огне», а в 1987 году — премию Сандэнсского кинофестиваля за фильм «Работающие девушки».

## Избранная фильмография
- 1983 — «Рождённый в огне[англ.]»/Born in Flames — режиссёр, сценарист, продюсер, оператор.
- 1986 — «Работающие девушки[англ.]»/Working Girls — режиссёр, сценарист, продюсер, оператор.
- 1992 — «Преступная любовь»/Love Crimes — режиссёр, продюсер.
- 1996 — «Дневники Красной Туфельки»/Red Shoe Diaries — режиссёр, сценарист.